# WRC Team Mini Portugal
WRC Team Mini Portugal fue el equipo oficial de MINI en el Campeonato Mundial de Rally durante la temporada 2012, año en el que nació a partir de la fusión de los equipos Armindo Araújo World Rally Team y Palmeirinha Rally y estaba gestionado por la marca italiana Motorsport Italia. Compitió como constructor desde el Rally de Suecia de 2012 tras el desacuerdo entre Prodrive y BMW, que hizo perder el estatus de constructor (equipo oficial) al anterior equipo: el Mini WRC Team.
Actualmente compiten en rallies seleccionados y no han logrado el éxito del que fuera el equipo oficial.
Tras la temporada 2012 BMW anunció que no habría equipo oficial de MINI para la temporada 2013 pero si se comprometió a seguir desarrollando junto a Prodrive el Mini John Cooper Works WRC.

## Resultados

### Campeonato Mundial de Rally
| Año  | Vehículo        | Pilotos        | 1       | 2       | 3       | 4       | 5      | 6      | 7      | 8       | 9      | 10    | 11  | 12  | Pos. | Puntos |
| ---- | --------------- | -------------- | ------- | ------- | ------- | ------- | ------ | ------ | ------ | ------- | ------ | ----- | --- | --- | ---- | ------ |
| 2012 | MINI Cooper WRC | Armindo Araujo | SWE 15  | MEX 7   | POR 15  | ARG Ret | GRE 11 | NZL 8  | FIN 15 | DEU     | GBR    | FRA   | ITA | ESP | 14º  | 11     |
| 2012 | MINI Cooper WRC | Chris Atkinson | SWE     | MEX     | POR     | ARG     | GRE    | NZL    | FIN    | DEU 5   | GBR 11 | FRA 8 | ITA | ESP | 14º  | 10     |
| 2012 | MINI Cooper WRC | Paulo Nobre    | SWE Ret | MEX Ret | POR DNS | ARG Ret | GRE 17 | NZL 17 | FIN 38 | DEU Ret | GBR    | FRA   | ITA | ESP | -    | 0      |